# Ranunculus philippinensis
Ranunculus philippinensis är en ranunkelväxtart som beskrevs av Merrill och Rolfe. Ranunculus philippinensis ingår i släktet ranunkler, och familjen ranunkelväxter. Inga underarter finns listade i Catalogue of Life.